# Juaquin Hawkins
Juaquin Juan Hawkins (Gardena, 2 luglio 1973) è un ex cestista statunitense, professionista nella NBA, in Europa e in Asia.

## Palmarès
- Campione ABA 2000 (2004)
- ABA Defensive Player of the Year (2004)
- Campione CBA (2005)